# Hypogastrura promatro
Hypogastrura promatro är en urinsektsart som först beskrevs av John L. Wray 1950.  Hypogastrura promatro ingår i släktet Hypogastrura och familjen Hypogastruridae. Inga underarter finns listade i Catalogue of Life.